# Obârșia de Câmp, Mehedinți
Obârșia de Câmp este satul de reședință al comunei cu același nume din județul Mehedinți, Oltenia, România.